# Wright Liberator
Wright Liberator — одноэтажный автобус, выпускаемый производителем автобусов из Северной Ирландии Wrightbus с 1996 по 1999 год на шасси Volvo B10L. 

## История
Впервые автобус Wright Liberator был представлен в 1996 году. За его основу было взято шведское шасси Volvo B10L.
Всего было произведено 146 экземпляров, из которых 103 эксплуатировалось в National Express, Xplore Dundee и West Midlands. 11 экземпляров эксплуатировалось в Ирландии.
В 1999 году автобус был вытеснен с конвейера моделью Wright Renown на шасси Volvo B10BLE.